# VIIIe législature des Cortes de Castille-La Manche
La VIIIe législature des Cortes de Castille-La Manche est un cycle parlementaire des Cortes de Castille-La Manche, d'une durée de quatre ans, ouvert le 16 juin 2011 à la suite des élections du 22 mai précédent, et clos le 31 mars 2015.

## Bureau des Cortes
| Poste                  | Titulaire                         | Parti | Parti | Circonscription |
| ---------------------- | --------------------------------- | ----- | ----- | --------------- |
| Président              | Vicente Tirado                    |       | PP    | Tolède          |
| Premier vice-président | Carmen Casero                     |       | PP    | Ciudad Real     |
| Premier vice-président | Francisco Gil-Ortega (07/02/2012) |       | PP    | Ciudad Real     |
| Premier vice-président | Cesárea Arnedo (28/06/2012)       |       | PP    | Albacete        |
| Second vice-président  | Francisco Pardo                   |       | PSOE  | Albacete        |
| Second vice-président  | Jesús Fernández (29/03/2012)      |       | PSOE  | Tolède          |
| Première secrétaire    | Cesárea Arnedo                    |       | PP    | Albacete        |
| Première secrétaire    | Inmaculada López (28/06/2012)     |       | PP    | Albacete        |
| Second secrétaire      | Jesús Fernández                   |       | PSOE  | Tolède          |
| Second secrétaire      | Blanca Fernández (29/03/2012)     |       | PSOE  | Ciudad Real     |

## Groupes parlementaires
| Nom | Nom               | Début | Fin | Porte-parole                                     |
| --- | ----------------- | ----- | --- | ------------------------------------------------ |
|     | Groupe populaire  | 25    | 25  | Carmen Riolobos Francisco Cañizares (12/12/2011) |
|     | Groupe socialiste | 24    | 24  | José Luis Martínez Guijarro                      |

## Commissions parlementaires
| Commission                                                            | Président                                  | Parti | Parti | Circonscription |
| --------------------------------------------------------------------- | ------------------------------------------ | ----- | ----- | --------------- |
| Commissions permanentes législatives                                  |                                            |       |       |                 |
| Commission de l'Agriculture, de l'Eau et de l'Environnement           | Pilar Martínez                             | PP    |       | Cuenca          |
| Commission des Affaires européennes                                   | José Luis Teruel                           | PP    |       | Albacete        |
| Commission des Affaires générales                                     | Antonio Martínez                           | PP    |       | Albacete        |
| Commission des Affaires sociales                                      | Rosa Romero (jusqu'au 12/12/2011)          | PP    |       | Ciudad Real     |
| Commission des Affaires sociales                                      | María Ciudad (15/02/2013)                  | PP    |       | Ciudad Real     |
| Commission de la Coopération pour le développement                    | Ana Guarinos (jusqu'au 31/08/2011)         | PP    |       | Guadalajara     |
| Commission de la Coopération pour le développement                    | José Manuel Latre (21/02/2013)             | PP    |       | Guadalajara     |
| Commission de la Culture                                              | Rocío López                                | PP    |       | Tolède          |
| Commission de la Culture                                              | Carolina Agudo (02/03/2012)                | PP    |       | Tolède          |
| Commission de l'Économie et du Budget                                 | Milagros Tolón                             | PSOE  |       | Tolède          |
| Commission de l'Éducation et de la Science                            | Ángeles García                             | PP    |       | Cuenca          |
| Commission de l'Éducation et de la Science                            | María del Olmo (16/12/2011)                | PP    |       | Tolède          |
| Commission de l'Emploi                                                | David Atienza                              | PP    |       | Guadalajara     |
| Commission de l'Équipement                                            | Francico Gil-Ortega                        | PP    |       | Ciudad Real     |
| Commission de l'Équipement                                            | Carlos Velázquez (16/05/2012)              | PP    |       | Tolède          |
| Commission de l'Industrie et de l'Énergie                             | Porfirio Herrero (jusqu'au 09/07/2011)     | PP    |       | Guadalajara     |
| Commission de l'Industrie et de l'Énergie                             | Carolina Hernández (21/02/2013)            | PP    |       | Guadalajara     |
| Commission de la Justice et de la Protection citoyenne                | Fernanda Lamata                            | PSOE  |       | Guadalajara     |
| Commission de la Justice et de la Protection citoyenne                | Matilde Valentín (29/05/2012)              | PSOE  |       | Albacete        |
| Commission de la Jeunesse et du Sport                                 | Benjamín Prieto (jusqu'au 12/07/2011)      | PP    |       | Cuenca          |
| Commission de la Jeunesse et du Sport                                 | Beatriz Jiménez (13/03/2012)               | PP    |       | Cuenca          |
| Commission de la Femme                                                | María José Agudo                           | PP    |       | Guadalajara     |
| Commission de la Santé                                                | Antonio Román                              | PP    |       | Guadalajara     |
| Commission de la Santé                                                | Vicente Giménez (19/12/2011)               | PP    |       | Cuenca          |
| Commission de la Santé                                                | Juan Sánchez (20/02/2013)                  | PP    |       | Ciudad Real     |
| Commission du Tourisme et de l'Artisanat                              | Antonio Lucas-Torres (jusqu'au 09/07/2011) | PP    |       | Ciudad Real     |
| Commission du Tourisme et de l'Artisanat                              | Vicente Giménez (09/03/2012)               | PP    |       | Cuenca          |
| Commissions permanentes non-législatives                              |                                            |       |       |                 |
| Commission du Règlement et du Statut du député                        | Vicente Tirado                             | PP    |       | Tolède          |
| Commission des Pétitions                                              | José Manuel Tortosa                        | PP    |       | Cuenca          |
| Commission du Contrôle de la télévision régionale                     | Inmaculada López                           | PP    |       | Albacete        |
| Commission du Contrôle de la télévision régionale                     | Adela de la Torre (18/02/2013)             | PP    |       | Guadalajara     |
| Commission pour les Politiques d'intégration du handicap (20/09/2012) | David Atienza                              | PP    |       | Guadalajara     |

## Gouvernement et opposition
| Candidat                       | Date                                    | Vote       |    |      | Résultat |
| Candidat                       | Date                                    | Vote       | PP | PSOE | Résultat |
| María Dolores de Cospedal (PP) | 21 juin 2011 (majorité absolue requise) | Oui        | 25 |      | 25 / 49  |
| María Dolores de Cospedal (PP) | 21 juin 2011 (majorité absolue requise) | Non        |    | 24   | 24 / 49  |
| María Dolores de Cospedal (PP) | 21 juin 2011 (majorité absolue requise) | Abstention |    |      | 0 / 49   |

## Désignations

### Sénateurs
| Parti | Parti | Sénateurs désignés           | Voix |
| ----- | ----- | ---------------------------- | ---- |
| PP    |       | Antonio Serrano Aguilar      | 25   |
| PSOE  |       | Emiliano García-Page Sánchez | 24   |

- Désignation : 16 septembre 2011.
- Emiliano García-Page (PSOE) démissionne en juillet 2015.

| Parti | Parti | Sénateurs désignés              | Voix |
| ----- | ----- | ------------------------------- | ---- |
| PP    |       | Miguel Ángel Rodríguez González | 25   |

- Désignation supplémentaire en raison de l'augmentation du nombre de sénateurs à désigner : 1er décembre 2011.